# Giancarlo Petrini
Giancarlo Petrini (pt. João Carlos Petrini; * 18. November 1945 in Fermo) ist ein italienischer Geistlicher und emeritierter römisch-katholischer Bischof von Camaçari.

## Leben
Giancarlo Petrini absolvierte zunächst von 1965 bis 1970 ein Studium der Politikwissenschaft an der Universität Perugia. Er trat der Bewegung Comunione e Liberazione bei und ging als Laienmissionar nach Brasilien in das Erzbistum São Paulo. Hier studierte er an der Theologischen Fakultät Nossa Senhora da Assunção und empfing am 14. September 1974 die Diakonenweihe für das Erzbistum Fermo. Der Koadjutorerzbischof von Fermo, Cleto Bellucci, weihte ihn am 28. Juni 1975 zum Priester.
Von Beginn seiner priesterlichen Tätigkeit war er als Fidei-Donum-Priester in Brasilien tätig, zunächst im Erzbistum São Paulo und ab 1988 im Erzbistum São Salvador da Bahia. An der Päpstlichen Katholischen Universität von São Paulo erwarb er einen Abschluss in Sozialwissenschaften und war in der Hochschulseelsorge tätig.
Papst Johannes Paul II. ernannte ihn am 12. Januar 2005 zum Weihbischof in São Salvador da Bahia und zum Titularbischof von Augurus. Der Erzbischof von São Salvador da Bahia, Geraldo Majella Kardinal Agnelo, spendete ihm am 10. März desselben Jahres die Bischofsweihe; Mitkonsekratoren waren Walmor Oliveira de Azevedo, Weihbischof in São Salvador da Bahia, und Cleto Bellucci, Alterzbischof von Fermo. Als Wahlspruch wählte er Habitavit in nobis.
Papst Benedikt XVI. ernannte ihn am 15. Dezember 2010 zum ersten Bischof des mit gleichem Datum errichteten Bistums Camaçari. Am 27. Oktober 2021 nahm Papst Franziskus das von Giancarlo Petrini aus Altersgründen vorgebrachte Rücktrittsgesuch an.